# Instituto Atlético Central Córdoba
El Instituto Atlético Central Córdoba es un club deportivo de la ciudad de Córdoba, Argentina. Fue fundado el 8 de agosto de 1918. Su equipo de fútbol masculino participa de la Primera División de Argentina.
Su actividad deportiva comenzó en 1919, con la afiliación a la Liga Cordobesa de Fútbol, empezando en la segunda división. Hasta el día de hoy, el equipo ha conseguido 12 títulos de la federación, ocho de ellos en la primera división.
En 1973, inició su larga trayectoria por los Campeonatos Nacionales de la AFA. Desde entonces, acumula 23 participaciones en la primera división (contabilizando los Campeonatos Nacionales) y 25 participaciones en la B Nacional, estando en la actualidad en los puestos 27.º de las tablas históricas de cada categoría respectivamente.
Su estadio es el Juan Domingo Perón, ubicado en el Barrio Alta Córdoba y con capacidad para 26.000 espectadores.Actualmente cuenta con 34.000 socios.
El club se coronó campeón dos veces en AFA, ambos títulos conseguidos en la B Nacional, en los torneos de 1998-99 y 2003-04.
En junio de 2015, el equipo de básquet masculino se consagró campeón del Torneo Nacional de Ascenso, de la segunda división nacional, logrando el ascenso y retorno a la Liga Nacional de Básquet luego de 29 años. En el segundo semestre de 2018, obtuvo el subcampeonato de Sudamérica. En 2021 se consagró campeón del Torneo Super20 de la Liga Nacional y el 14 de junio de 2022 se convirtió por primera vez en Campeón Nacional de Argentina luego de vencer a Quimsa en un quinto juego.
El 19 de noviembre de 2022, luego de haber quedado posicionado en el 2.⁰ lugar del Campeonato de Primera Nacional, el equipo obtuvo el ascenso a la Primera División, luego de ganar el reducido. En instancias de semifinales 2-0 en el global contra Defensores de Belgrano y en la final (disputada en el Monumental de Alta Córdoba) 1-1 en el global contra Estudiantes (BA). Donde por decreto de la AFA en caso de empatar pasaría el equipo que obtuvo más puntos en el campeonato.
El 3 de diciembre de 2023, el equipo de básquet masculino salió campeón de la Liga Sudamericana de Baloncesto por primera vez en su historia, logrando por su parte su primer título internacional.

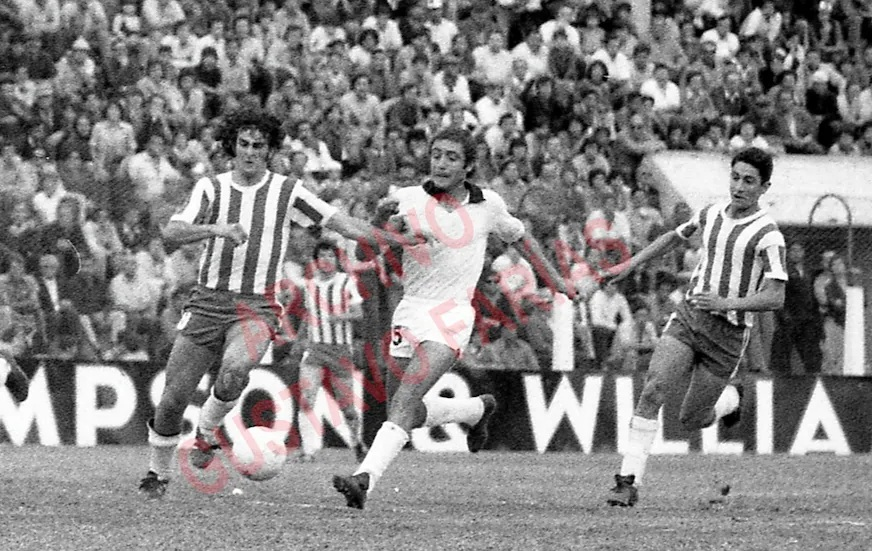
Sentido de pertenencia: Mario Kempes y Osvaldo Ardiles, orgullo de la cantera albirroja. Ambos son hinchas confesos y socios honorarios. Campeónes del mundo en 1978, Instituto cuenta con otro hincha y campeón del mundo 2022 surgido de su cantera, Paulo Dybala. Imagen del Nacional 1973 de Primera división.

De su cantera surgieron jugadores como Mario Kempes, Osvaldo Ardiles, Paulo Dybala, Diego Klimowicz, Mateo Klimowicz, Javier Klimowicz, Ramón Ábila, Silvio Romero y Gonzalo Maroni, entre otros.

## Historia

### Fundación y primeros pasos
En la ciudad de Córdoba, el 8 de agosto del año 1918, se convocó a una Asamblea de los empleados del Ferrocarril Central Córdoba Sres. Guillermo Dundas, Ramón R. Isleños, Miguel Ferreyra, Ernesto Navarro, Roberto Díaz, Francisco Maorenzic, Carlos Rappi, Francisco Gastaldi, Luis Nuño, Esteban Castillo, M. Rodríguez, A. Poggi, R. Mejías y Juan Perazzolo, los cuales reunidos resolvieron crear un instituto en el que se cultivara la instrucción de los asociados y se fomentara el deporte en todas sus fases. Los asambleístas decidieron que la entidad creada llevara el nombre de Instituto Ferrocarril Central Córdoba (Art. 5 del Acta de Fundación). Solo podían ser socios del mismo, los empleados del Ferrocarril y solo podían ser Directivos los empleados de la Sección Tracción (Departamento Locomotoras), por haber sido allí donde nació el club 
El Instituto creado funcionó en los primeros años regido por lo establecido en el Acta de Fundación. Era conducido por los ferroviarios y prestaba servicio solo a sus asociados ferroviarios, pero el natural crecimiento de la institución, obligó a abrir la Entidad a toda la comunidad, en especial a los vecinos de Alta Córdoba. Esto motivo al sutil cambio de nombre del Club, que pasó a llamarse Instituto Atlético Central Córdoba.
Los dirigentes se abocaron a la creación de los estatutos de la institución ya con la nueva denominación, los que fueron aprobados en la Asamblea General Ordinaria del día 31 de enero de 1924. El mismo, establecía la creación de la comisión Directiva compuesta por un Presidente, un Vicepresidente, Secretario, Prosecretario, Tesorero, Protesorero, cuatro Vocales Titulares y dos Suplentes y una Comisión de Cuentas compuesta por un Interventor y dos Revisadores de Cuentas. Con el correr del tiempo el Estatuto fue modificándose y actualizándose para adaptarlo al funcionamiento de la institución según las épocas.

### El nombre del Instituto
Son pocos los que conocen que el verdadero nombre de Instituto es "Central Córdoba", ya que ese era el nombre del ferrocarril en cuyos depósitos de locomotoras se fundó el Instituto. Esta afirmación se refuerza en el hecho de que la palabra "Instituto" tiene el mismo significado que la palabra "Club" la cual nunca fue usada de forma oficial por la institución.
Tras la decisión de abrir la institución a la comunidad, en el año 1924 se cambió la denominación por el definitivo Instituto Atlético Central Córdoba. Con el correr del tiempo, el hecho de no llamarse "Club" como la mayoría de sus instituciones pares, comenzó a popularizar entre la gente el término "El Instituto", el cual paulatinamente pasó a ser la denominación con la que se conocía a esta entidad, quedando fijado en el inconsciente colectivo el término Instituto de Córdoba o directamente Instituto, como alusión expresa para esta entidad y casi en reemplazo del término Central Córdoba.

### Federación Cordobesa (1919 - 1972)
Ya con su creación, Instituto comenzó su vida institucional y social. Deportivamente y en especial con el fútbol, la vida de Instituto se inició con su afiliación a la Liga Cordobesa de Fútbol, empezando en Segunda División. Al año siguiente (1919) salió Campeón invicto de esa categoría, obteniendo así el derecho de jugar en Primera División. Al comenzar el año 1920, Instituto incrementó su plantel e incorporó a sus filas extraordinarias figuras como: José M. Lizondo, Roberto Cepeda, Fabián Massoni, El "Tuerca" Chagnier, Osmar Magarinho, Roberto Devoto, Luis Castañares, Luis "El Rey" Chirirán, Pedro Saldaño, Luis Pedrotti, Roberto Gustavino y otros. Poco a poco se fue configurando un gran plantel, y así en el año 1925 Instituto se coronó Campeón para repetir esta hazaña los años consecutivamente en: 1926, 1927 y 1928. En el año 1925 su campaña fue invicta, aventajando al segundo por 4 puntos; en 1926, volvió a ser campeón invicto de la categoría; en 1927 finalizó igualado en puntos con Talleres y lo derrotó categóricamente por 4 a 1. La hazaña se volvió a repetir en 1928, siendo nuevamente Campeón invicto aventajando a su escolta por 7 puntos, obteniendo nada menos que 29 puntos sobre 32 posibles. Instituto no solo hacía historia en Córdoba sino también por cada lugar que visitaba; le ganó a Ferro Carril Oeste en Buenos Aires, a Rosario Central, Newell's Old Boys y al "imbatible" Estudiantes de La Plata con aquella delantera compuesta por: Lauri, Cafieri, Lupuskid, Ferreira y Ciro González. Fue entonces, que por el poderío de su equipo, por la brillantes del juego y por todos los logros obtenidos. la afición cordobesa decidió bautizarlo como "El glorioso cordobés", acortando este nombre como siempre lo ha hecho la gente para llamarlo "La Gloria".
Después de aquel "Glorioso" que obtuvo los campeonatos del '25, '26, '27 y '28, el fútbol de Instituto decrece en su actuación. Eran años difíciles en el fútbol cordobés, había irregularidades y por distintas razones, algunas de mucho peso, los campeonatos eran acaparados por un par de instituciones. Instituto ganó algunos campeonatos menores, pero no el Oficial. Irónicamente se solía decir que el espectáculo lo ponía Instituto pero el "bordeaux" se lo llavaban los otros.
Siempre mostró orgullo por su siembra. Y también por sus cosechas. El hombre de Instituto nunca dejó de jactarse del liderazgo social y deportivo de su club, enclavado en el corazón de Alta Córdoba. En su seno se practican muchas disciplinas y el fútbol, es su cara más popular y trascendente. Podría ser cierto que Instituto nació como tantas ciudades del interior, edificado por el impulso y el desarrollo febril del ferrocarril. Vale precisarlo porque Instituto salió a la vida en una oficina del salón de máquinas del por entonces Ferrocarril Central Córdoba. Fueron algunos integrantes de la sección locomotoras los que concibieron un "Instituto" para "cultivar la institución de sus asociados y fomentar el deporte en todas sus fases".
Recién en 1961 el club, con un gran esfuerzo, logró formar un poderoso equipo, el cual obtuvo a Carasai como el goleador del Campeonato con 27 goles, e Instituto se consagró Campeón Oficial Cordobés del año 1961. Luego de su última coronación en el año 1961, Instituto nuevamente fue Campeón del torneo de Primera División de la A.C.F. en el año 1966. Si bien no fue un Campeonato sencillo de ganar como los de 1925, 1926, 1927, 1928 y 1961, "La Gloria", al igualar en puntos con una de las sorpresas de ese torneo como fue el Sportivo Belgrano de San Francisco, lo derrotó en una final a todo ritmo de ida y vuelta y obtuvo así el Campeonato Oficial de 1966. En 1972, "La Gloria" volvió a vivir un equipo inolvidable; eran verdaderos poetas del césped, como aquella histórica formación de General Paz Juniors. Los albirrojos eran considerados por la afición futbolera como un equipo que iba a quedar en la historia de toda una generación de enormes jugadores, cracks inolvidables. Aquel equipo con un toque deslumbrante y una certera delantera que cuando llegaba al arco rival era un gol casi asegurado, ¿cómo no iba a ser así? Si con la presencia de "El Matador" Mario Alberto Kempes era imposible tratar de tapar algo para los arqueros. A pesar de haber pasado muchos años después de su último campeonato (1966), Instituto consiguió el campeonato una vez más con la siguiente formación: El histórico M. Olmedo, Cufaro, Salvador Mastrosimone, Luis Saldaño, J. Ceballos, Marochi, M. Zima, L. Bongianino, A. Ceballos, Acevedo, Jorge López, S. Jofré, Alberto Beltrán, Osvaldo Ardiles y Mario Alberto Kempes.

### A los torneos Nacionales (1973 - 1980)

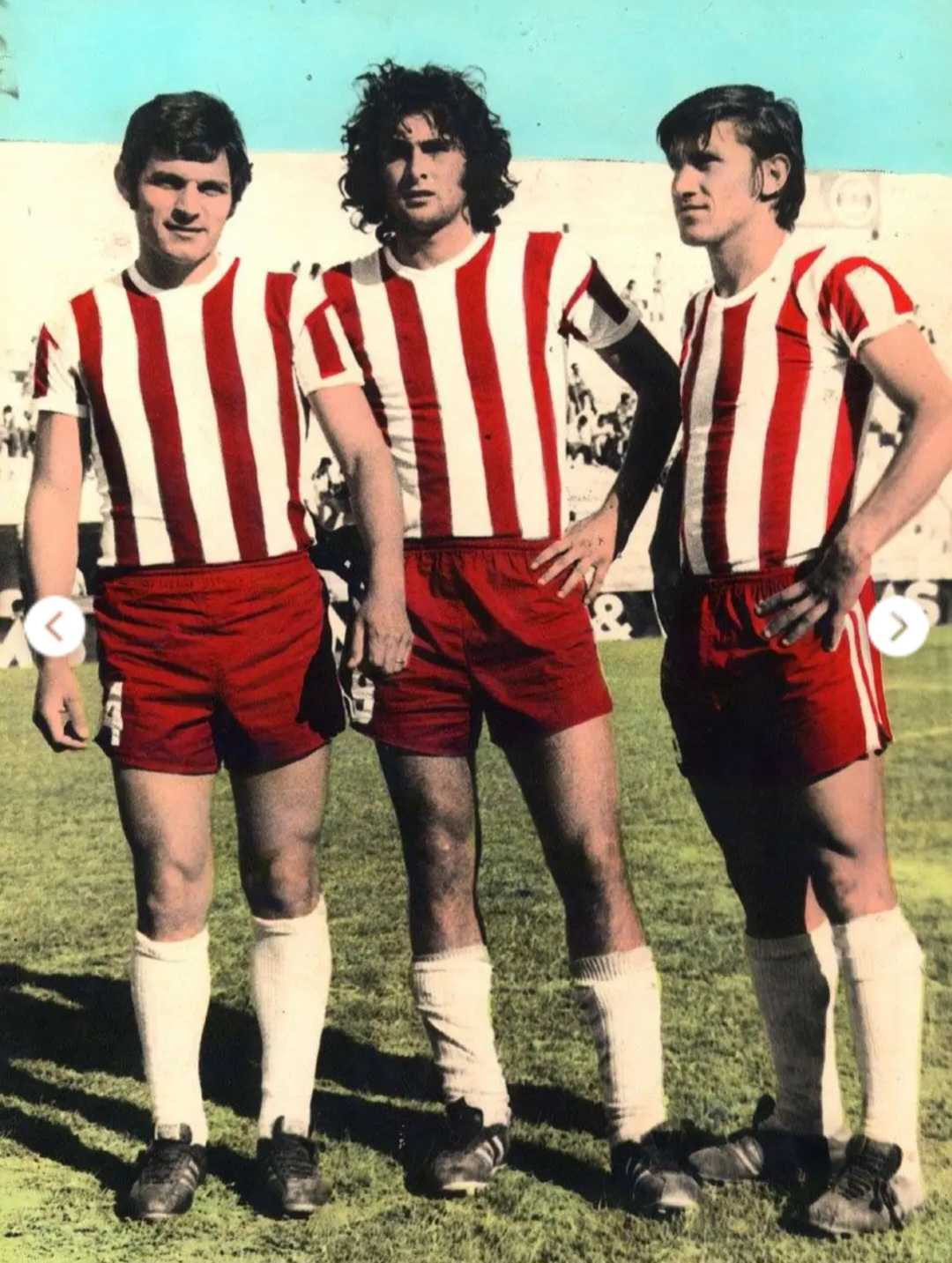
1973, Mario Kempes en Instituto, a sus lados Gutiérrez y Roca.

"Soy hincha de Instituto, es el primer amor".Mario Kempes, Radio Cadena 3 de Córdoba, 9 de noviembre de 2017 
 
En su primera experiencia en torneos de AFA, la Gloria paseó por el país la calidad de una delantera inolvidable: Saldaño, Ardiles, Kempes, Beltrán y Ceballos. Dentro de los equipos que hicieron historia en el fútbol cordobés, el Instituto que jugó en el campeonato Nacional de 1973 se aseguró un capítulo importante, a pesar de haber cumplido solo una discreta campaña en aquel certamen. Curioso caso el de un equipo conformado por figuras de primer nivel que, tal vez, pagó un caro tributo a su falta de experiencia en competencias de jerarquía. Los nombres de Mario Kempes, Osvaldo Ardiles, Miguel Oviedo, Daniel Willington, Alberto Beltrán, José Luis Saldaño, José Ceballos y Mario Carballo, entre otros, hablan a las claras de un potencial futbolístico inmenso que no pudo reflejar en grandes resultados. El octavo puesto conseguido, sobre 15 participantes de su zona, postergó las expectativas de una hinchada que esperaba una campaña más productiva. La Gloria había obtenido en 1972 el certamen de la Liga Cordobesa tras vencer 5 a 2 a Belgrano en una recordada final, disputada en cancha de Talleres, y que no tuvo repercusión periodística debido a un paro de los trabajadores gráficos, que dejaron a la ciudad sin diarios durante una semana.

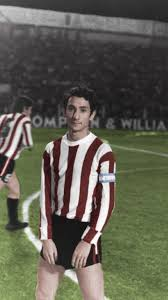
Osvaldo Ardiles en 1973

"Le mando un abrazo enorme a todos los cordobeses y en especial a los hinchas de La Gloria. ¡Vamos Instituto todavía!”Osvaldo Ardiles, 26 de febrero de 2020, La Voz del Interior
El Nacional `73 se presentó como la primera experiencia nacional de los de Alta Córdoba, que hasta ese momento solo habían disputado cuatro partidos por la Copa Argentina 1970, un torneo de efímera duración y escaso interés que organizó la AFA entre 1968 y 1970. La sangría tuvo su precio: recién en 1979 el club pudo volver a los primeros planos nacionales con otra gran camada de jugadores. En el Nacional Instituto termina primero en el grupo D, arriba de Rosario Central, Boca Juniors, San Lorenzo, Estudiantes, Cipolletti de Río Negro y Chaco For Ever. Después de un arranque prometedor, la "Gloria" queda eliminada en cuartos de final en manos de Atlético de Tucumán. En el Torneo Nacional 1980 La "Gloria" termina liderando el grupo "D" sobre River, Platense y San Lorenzo. Clasifica a los cuartos de final en donde se enfrenta Independiente. El partido de ida en Alta Córdoba fue para Instituto por 2 a 1, pero la vuelta en Avellaneda fue un rotundo 5 a 1 para el "rojo", que lo elimina de pelear por el título.

### Era AFA (desde 1981)
La década de 1980 encuentra a un Instituto afianzado en la Primera División, donde logra buenas actuaciones. Tanto en el Torneo Nacional de 1980 como en el de 1981, cae en cuartos de final frente a Independiente. El club logra buenas actuaciones en los años siguientes, destacándose un segundo puesto en su grupo (detrás de Ferro, campeón de ese año) en el Nacional de 1982 y un 8° puesto en el torneo 1986/1987.
Dos años más tarde Instituto tuvo una pésima campaña cosechando 31 puntos sobre 38 partidos y terminó siendo el equipo más goleado del torneo. La "Gloria" comienza así el proceso que en la siguiente temporada lo depositaría en el descenso de la máxima división del fútbol argentino.
Luego de dos malas campañas (dos últimos puestos) Instituto desciende en el campeonato de 1989. Así es como llega la década de 1990, con el equipo participando por primera vez de la B Nacional. Desde 1990, cuando el equipo perdió la categoría después de haber ocupado el último lugar en los últimos dos campeonatos, la Gloria había comenzado a transitar "el duro camino del ascenso". El 4 de agosto de 1990, ya había comprobado que el retorno no sería fácil. Ese día debutó en el Nacional B con un difícil triunfo de 1 a 0 sobre Atlético Tucumán con un gol de Walter Luján a 14 minutos del final del encuentro. Dirigido por Raúl Arraigada, tuvo un buen arranque llegó a estar primero durante seis fechas pero finalizó octavo con una campaña discreta en la que se destacaron el arquero Damián Maltagliatti (atajó cuatro penales), los goles de Mario Baralle y Marcelo "Tachi" Díaz y el talento de un debutante: Nicolás Fernando Oliva, adquirido a Unión Florida. Clasificado para el Reducido, cayó en la segunda fase ante Banfield (0-0 y 0-1).
Otra vez amenazó más de lo que concretó en la temporada 1991/92 con Salvador Ragusa como técnico. Animador del torneo durante gran parte de su desarrollo, se desinfló en las fechas finales y terminó noveno. En el Reducido, Nueva Chicago lo eliminó (2-1 y 1-3) en cuartos de final. Al año siguiente cumplió su campaña más pobre: arrancó con siete fechas sin ganar y el 15.º puesto obtenido al cabo de 42 jornadas solo le sirvió para mantener la categoría. En la temporada 1993/94 casi concreta su retorno. Otra vez con Arraigada, el equipo alterna el liderazgo durante buena parte de la primera rueda, pero después sufre cinco derrotas en seis partidos que determinan el alejamiento del "Pucho". La llegada de Jorge Ginarte lo reencuentra por la buena senda y accede a la final del Reducido con Talleres, donde cae en los minutos finales del segundo partido (1-3) después de haber igualado 1 a 1 en el primero.
El año siguiente no fue bueno. Un flojo arranque solo le permitió luchar desde abajo por un lugar en el octogonal, pero finalmente terminó undécimo en una pobre campaña iniciada por Jorge Ginarte y terminada por Carlos Biasutto. En 1995/96 fue animador de los dos torneos de la temporada, pero cuando luchaba por el primer puesto del Clausura sufrió la baja de Oliva, transferido al fútbol japonés. Pese a ello, el equipo conducido ahora por Jorge Ghiso, se las arregló para llegar a la final del Reducido ante Unión. Tras perder 3 a 1 en el cotejo de ida jugado en Santa Fe, en la revancha está obligado a ganar 2 a 0 para lograr el pasaporte a Primera (el gol de visitante valía doble). Diego Klimowicz consigue el primero a los 32 minutos del primer tiempo, pero el segundo no llegará jamás y el 1 a 0 final no alcanzó. Una nueva decepción debieron soportar sus hinchas en el campeonato siguiente. La llegada de grandes figuras, como los retornos de dos históricos (Oscar Dertycia y Ernesto Corti), sumadas a las incorporaciones de Juan Spallina y el uruguayo Alex Rodríguez, ilusionaron a sus seguidores, pero otra vez no pudo concretar el objetivo.
Condenado a jugar en la Zona Permanencia, tampoco consiguió la plaza para el segundo ascenso. Ninguno de los tres técnicos, Horacio Bongiovanni, Ramón Adorno y Ángel Celoria, pudieron hacer funcionar un equipo que quedó en deuda. La llegada de Juan José López a la conducción técnica le permitió al club vivir el ciclo más positivos en la divisional de ascenso. Sin grandes contrataciones, solo vale destacar la incorporación de Pedro Ojeda, J.J. formó un equipo sólido que ganó la primera fase y, como una constante de los últimos años, se quedó en la recta final. La base de ese equipo, sumado al aporte de Daniel Jiménez, Fernando Castro, Raúl Maldonado, Oscar Alaniz y Hernán Buján fue la que el mismo entrenador armó para esta temporada. Sin embargo, cuando el equipo marchaba en el primer puesto y rendía a pleno, el entrenador se alejó cansado de las promesas de los dirigentes para solucionar el conflicto económico con los jugadores y el cuerpo técnico. Ernesto Corti, en su flamante condición de entrenador, se hizo cargo del equipo y, pese a algunos pronunciados altibajos, consiguió mantener la posición de liderazgo y accedió al cuadrangular por el título junto a Atlético Tucumán, Arsenal y Chacarita Juniors. El sábado 19 de junio de 1999, después de disputar dos finales con "los funebreros", la frase que encabezó esta nota se hizo realidad. El primer puesto lo habilitaba a disputar el cuadrangular final. Luego de superar a Arsenal de Sarandí en la semifinal, disputa la final contra Chacarita. El global 3-1 a favor de “la gloria” dictamino el regreso a Primera División. En este equipo se destacaban las figuras de Daniel “Miliki” Jiménez y Mauricio Caranta entre otros. En el torneo Apertura del año 1999, no logra hacer una buena campaña, y finaliza en 16° lugar.

### SigloXXI
Ya con el comienzo del nuevo siglo Instituto, si bien se mejora en el Clausura del 2000 (donde finaliza 11°) el club debe jugar la promoción contra Almagro. Aunque cuenta con ventaja deportiva, pierde 2-1 en el global y desciende. Retoma luego de un año a la Segunda división, donde logra una buena performance, pero no le alcanza para ascender, ya que pierde la semifinal del cuadrangular frente a Banfield, la final del torneo Reducido contra Nueva Chicago, y no supera a Argentinos Juniors en la Promoción.
En la temporada siguiente, logra meterse en el reducido, pero no alcanza el ascenso ya que pierde en semifinales contra Gimnasia y Esgrima de Entre Ríos. En la temporada del 2003/2004, Instituto forma un competitivo plantel, y obtiene el torneo Apertura 2003. Gracias a esto, juega la final por el ascenso contra Almagro, campeón del Clausura 2004. Así es como logró vengarse de la promoción perdida en el 2000, y vence con un global 2-1 y obtiene el ascenso a Primera División con un gol muy recordado de Renato Riggio, el cual se trató del último gol de oro de la historia del fútbol. En el Torneo Apertura del 2004, realiza una mala campaña y termina anteúltimo, teniendo muy pocas chances de mantener la categoría, ya que en el Clausura venidero debía sumar muchos puntos. Pero sin darse por vencidos, realiza una aceptable campaña en la que finaliza 9°, y evita el descenso directo, pero no la promoción. Así es como se enfrenta contra Huracán, para tratar de mantener la categoría. Luego de un valioso triunfo en Buenos Aires (2-1) y una victoria en Córdoba (1-0), Instituto mantiene la categoría con un global 3-1. En la temporada siguiente, un 20° en el Apertura y un 19° en el Clausura, más el flojo promedio que arrastraba de la temporada anterior, fueron los causales del descenso a la B Nacional.
En su retorno a la B Nacional, lejos de pelear por el retorno a la Primera División, realiza una mediocre campaña, y se ve obligado a jugar un desempate (al igualar en puntos) en Rosario enfrentando a Ben Hur de Rafaela, para ver quien juega la promoción de descenso contra un equipo del Torneo Argentino A. Instituto sale victorioso de este cruce y así se mantiene en la B Nacional. En la temporada siguiente finaliza en 15° lugar, y se salva por poco de jugar nuevamente la promoción de descenso.
Como el club debía engrosar su flaco promedio, arma un equipo competitivo para afrontar la temporada 2008/2009. La apuesta le sale bien al club, que se salva de los puestos de descenso, pero igual quedaría un sabor amargo para los hinchas, ya que finaliza quinto en la tabla general, a solo 3 puntos de jugar la promoción para ascender a Primera División. En la temporada 2009/2010 se logra una muy buena campaña que tuvo al club como protagonista durante todo el torneo. Llega a la última fecha con chances de ascender y en posición de promoción, a 3 puntos de Quilmes, que se ubicaba tercero. Pero en la última fecha, pierde 3-0 frente a Tiro Federal, y las victorias de Atlético Rafaela y All Boys hace que nuevamente quede en 5° lugar, y no pueda jugar la promoción.
Para la temporada 2011/12 quedará en la memoria de los hinchas como la mejor campaña realizada por el club en toda su historia en la B Nacional: 70 puntos y un invicto de 19 partidos. El equipo, con un plantel lleno de caras casi desconocidas, estuvo puntero por más de 20 fechas, peleando el título ante grandes clubes como Quilmes, Rosario Central, y River Plate, quien disputaba su primera temporada en este torneo. El equipo llegó a la última fecha en el primer puesto, pero una derrota ante Ferro por 3 a 0 provoca que finalice 3°en la tabla, y juega la promoción ante San Lorenzo de Almagro. El saldo positivo de la campaña fue la consolidación de jugadores como Julio Chiarini, y el surgimiento de diversos jugadores de la cantera, como Paulo Dybala. Finalmente el juvenil, con solo 18 años, fue vendido al Palermo de Italia por 3 millones de euros.
En la ida, disputada en Córdoba, la Gloria pierde por 2 a 0. En la vuelta logra un empate 1 a 1 con el cuervo, lo que condena a que los cordobeses disputen la siguiente temporada en el Nacional B. En la temporada 2012/13 no logra realizar una buena campaña y finaliza en el puesto 18.º.
Ya para la temporada 2013/14 volvió a ser protagonista con otro invitado especial: Independiente de Avellaneda, pero otra vez con una suma de derrotas en las últimas fechas lo dejó afuera de las zonas de ascenso.
La temporada 2014 de transición, el torneo se dividió en 2 zonas (A;B), con 11 equipos c/u, con 22 fechas a la larga, sin descensos, lo más sorpresivo de este torneo fue que hubo 10 ascensos a la máxima categoría (5 ascensos por cada zona). Instituto lamentablemente no pudo aprovechar este torneo terminó en la 8.ª posición (de 11 equipos en el grupo) cerrando con 25 puntos de 60 en juego, cerrando la temporada con una victoria en misiones ante Guaraní Antonio Franco.
La temporada 2015, la segunda división contaría con 2 ascensos (1 campeón, y del 2 al 5 un reducido ida y vuelta, con semifinal y final) y 4 descensos), un 42 fechas (ida y vuelta). Instituto empezó regularmente en las primeras 4 fechas (3E-1G), desde adelante Instituto no podía ganar estando penúltimo. La Gloria volvería a ganar en la fecha 14, con un contundente 2 a 0 ante Juventud Unida. Desde la fecha 16 Instituto estuvo invicto 11 fechas (6G-5E) perdiendo con Villa Dalmine 1-0 y derrotando al puntero (Atlético Tucumán) 1 a 0.
Instituto con altas y bajas y un vaivén de resultados, entró al reducido en el quinto puesto, debiendo enfrentar al 2.º (Patronato). La ida se disputó en Alta Córdoba, con un marco de más de 22 mil personas, La gloria reciba al patrón, El 1.er tiempo fue muy cerrado, con más llegadas de Instituto con tiros desde afueras y con la clarísima oportunidad que errò Bernardi para abrir el marcador, luego del pase al medio de Soda. El segundo tiempo Patronato manejo más el balón, atacando preferentemente por el medio e Instituto contraatacando por las bandas. Hasta que a los 46m el árbitro Pedro Argañaráz, cobra penal para Instituto tras el agarrón de camiseta de Martínez sobre Pablo Magnin, Bauman fue el encargado de convertir la pena máxima. Aunque parecía que Instituto se llevaba la victoria, un centro y una mano de Correa le da un penal a los 49 a Patronato, Sebastián Bertoli lo convierte, y el partido finalizó 1-1. En la vuelta Instituto pego primero a los 11 del PT con un cabezazo de D. Schmidt después de un centro de Bernardi al borde del área chica. Luego Patronato lo empató con gol de Quintana de cabeza. A los 20 Jara pasa a darlo vuelta y Becerra a los 42 del ST, liquidando la serie y dejando a Instituto sin la chance de jugar la final y quedarse una temporada más en la B Nacional.
En la temporada 2022, logró el ascenso a Primera División después de 17 años venciendo en la final del Reducido contra Estudiantes de Buenos Aires, igualando 0 a 0 en el partido de ida y 1 a 1 en la vuelta, ante más de 30.000 espectadores.

## Participaciones oficiales

### Estadísticas
Torneos nacionales en los que ha participado Instituto:
| Torneo           | PJ  | PG  | PE  | PP  | GF   | GC   | Pts. | Mejor Resultado  |
| ---------------- | --- | --- | --- | --- | ---- | ---- | ---- | ---------------- |
| Primera División | 566 | 172 | 168 | 226 | 683  | 765  | 548  | Cuartos de final |
| Nacional B       | 987 | 376 | 318 | 294 | 1279 | 1116 | 1375 | Campeón          |
| Copa Argentina   | 15  | 4   | 5   | 6   | 17   | 19   | 17   | Octavos de final |

- Las Promociones son considerados partidos de Primera y los Reducidos del Nacional B.

## Instalaciones del club

### Estadio

Alta Córdoba

#### Historia del estadio
En el año 1946, bajo la presidencia del General Juan Domingo Perón, el Congreso de la Nación vota la Ley N.º 12.931 en cuyo artículo 23 se faculta al poder Ejecutivo Nacional a disponer de la suma de $ 20.000.000 para otorgar subsidios para la construcción de estadios a Entidades Sociales y Deportivas de todo el país. En Córdoba, Instituto fue la única institución que solicitó ampararse en los beneficios de aquella disposición, como con anterioridad lo habían hecho el Racing Club de Avellaneda y el Club Huracán de la Capital Federal. Por expediente N 10.781/47, Instituto solicitó un préstamo de $1.500.000. Colaboró con la gestión de este préstamo el socio del club Sr. Hernán Yofré. El préstamo fue concedido por decreto N 5.018 del 20 de febrero de 1948 por la suma de $1.500.000. Las condiciones de amortización del préstamo era de 52 años, mediante el pago de cuotas trimestrales de $14.265 cada una, iguales y consecutivas. Existía una franquicia de dos años en los que solo se pagaba la amortización de intereses y estos se calculaban sobre una tasa del 3% anual.
De cumplirse lo pactado, recién en el año 2000 se habría concluido el pago del préstamo. Los arquitectos Morchio y Souberan habían construido una maqueta del Estadio y elaborado sus planos. El Estadio comenzó a construirse en marzo de 1948, pero demoras y serios problemas de la Empresa Constructora, más los efectos de la inflación hizo que con el dinero recibido solo se pudiera construir la actual tribuna alta sobre la calle Jujuy. Afortunadamente, la deuda de ese préstamo fue condonada el 9 de octubre de 1959 (41 años antes del plazo previsto de pago), mediante el Decreto Ley N.º 14.880 del Presidente Guido. Según se dice, en la gestión de tal condenación intervinieron los Institutenses Sr. Napoli (funcionario del Ministerio de Trabajo de la Nación en Córdoba) y el Dr. Zanichelli (Legislador y exarquero de Instituto).[cita requerida]
Finalmente, el 15 de agosto de 1951 y como parte de los festejos de los 33 años de vida del club, con un encuentro amistoso con el Racing Club de Avellaneda, se inauguró el Estadio Monumental, el que pasó a llamarse Estadio Presidente Perón.
Para adaptarlo a los partidos nocturnos, Instituto encaró la incorporación de la iluminación del Monumental. Se instalaron columnas altísimas lo que hace que de ninguna manera la iluminación moleste al espectador y se instaló un moderno sistema de iluminación. Toda esta instalación fue inaugurada el 27 de diciembre de 1957 en un partido amistoso con el Club Atlético Vélez Sarsfield de la Capital Federal, partido que se realizaba como corolario de la transferencia del centro delantero Juan Carlos Sánchez. La Mona, como se lo llamaba a Sánchez, jugó en ese partido un tiempo para cada equipo. En esta etapa de consolidación de la Institución, en el Estadio Monumental se decide también la construcción de una tribuna en el sector oeste, sobre la Calle Sucre. La misma se construye de cemento en un largo de 73 metros y con 24 escalones. La obra se concluye y se inaugura en 1960, por ese entonces se consulta al Ingeniero Ramón Avelino Rojas, de Alta Córdoba por estudios de factibilidad y seguridad edilicia. En 2008, el Estadio Monumental de Alta Córdoba fue remodelado, contando con la inclusión de modernas cabinas de transmisión y Palcos vip. También, en 2010, los propios hinchas del club tomaron la decisión de pintar ambas cabeceras y la platea preferencial del estadio.

### Otras instalaciones
El club cuenta con instalaciones de primer nivel, que permiten el desarrollo de diferentes actividades deportivas y recreativas, entre las cuales podemos destacar:
- Estadio de Básquet “Gimnasio Ángel Sandrin”: Cancha de piso flotante, ambiente climatizado y tribunas que albergan a 3.500 espectadores.
- Complejo Deportivo “La Agustina”: Desde 1974 Instituto cuenta con el complejo social y deportivo denominado “La Agustina”, luego de que en 1973 la comisión directiva decidida comprar las 9 hectáreas ubicadas en el barrio Jorge Newbery de Córdoba, por 25 mil dólares (dinero que era parte de lo que había recibido el club por la venta de Mario Alberto Kempes). Cuenta con canchas profesionales de fútbol, con césped que se adapta a las estaciones y sistema de riego de última generación. Lugar donde se realizan los entrenamientos del plantel de primera y de todas la de las categorías formativas (escuela, inferiores AFA, Inferiores LCF). Ostenta también con el albergue de jugadores con capacidad para 40 futbolistas. En dicha pensión se hospedan los deportistas que llegan del interior contando con todas las comodidades y necesidades diarias: habitaciones equipadas, cocina, consultorio médico, sala de kinesiología y gimnasio. El predio posee además, un espacio de recreación para sus socios, donde se ubica una piscina, quinchos al aire libre y un majestuoso parque que tiene como atractivo un castillo oculto construido en 1931, que estuvo repleto de muebles traídos de Europa, y que cuenta con una historia interesante. [15]
- PISCINAS: Ubicadas en la sede del club. Natatorio climatizado: Una pileta interna con renovada caldera para mejorar la temperatura del agua. Pileta Olímpica: Su largo permite el desarrollo profesional de la natación y el parque que la rodea el disfrute de los socios.
- Predio “San Roque”: Se encuentra a orillas del lago que lleva ese nombre y es otra alternativa para el descanso de los asociados.
- Sede Social “Ángel Gútiez”: En donde se encuentra un edificio de 5 pisos con sum para el entretenimiento '“Gloriamanía” la tienda oficial de Instituto Atlético Central Córdoba. Y la Secretaría de Atención al Socio y el departamento de Prensa.
- IEAC: Educación de nivel Inicial, Primario y Secundario en el Instituto Educativo Alta Córdoba (IEAC)
- ISPEFIACC: Instituto superior del profesorado de educación física instituto atlético central córdoba.

## Presidentes
Desde su fundación en 1918, cuando un grupo de trabajadores ferroviarios, pensaron en crear un nuevo club en la ciudad de Córdoba para poder practicar fútbol, y hasta 2014, han sido 43 los presidente encargados de ejercer el máximo cargo dirigencial de la institucional.
Esta es la lista de presidentes que tuvo Instituto desde su fundación a la actualidad:
| Presidente               | Años                    |
| ------------------------ | ----------------------- |
| Sr. Ramón R. Isleños     | 8.8.1918 - 24.11.1919   |
| Sr. Guillermo Dundas     | 25.11.1919 - 23.01.1922 |
| Sr. Alberto Thomas       | 24.01.1922 - 19.06.1923 |
| Sr. Cornelio Fondovilla  | 20.06.1923 - 03.01.1925 |
| Sr. A. Reta Berg         | 04.01.1925 - 07.01.1926 |
| Sr. Atilio Corradori     | 08.01.1926 - 17.05.1928 |
| Sr. Cornelio Fondovilla  | 18.05.1928 - 03.03.1929 |
| Sr. Ángel Isern          | 04.03.1929 - 06.03.1930 |
| Sr. Cornelio Fondovilla  | 07.03.1930 - 18.01.1931 |
| Sr. Atilio Corradori     | 19.01.1931 - 30.11.1932 |
| Sr. Cornelio Fondovilla  | 01.12.1932 - 26.06.1933 |
| Sr. Anselmo Díaz         | 27.06.1933 - 21.02.1934 |
| Sr. P. Lanza Asperi      | 22.02.1934 - 01.08.1934 |
| Sr. A. M. Di Lollo       | 02.08.1934 - 17.10.1934 |
| Sr. Mariano Sánchez      | 18.10.1934 - 09.01.1937 |
| Sr. Cornelio Fondovilla  | 10.01.1937 - 10.04.1937 |
| Esc. Armando Marchetti   | 11.04.1937 - 28.01.1940 |
| Sr. Amaro L. Valsano     | 29.01.1940 - 01.02.1941 |
| Sr. Domingo Napolitano   | 02.02.1941 - 28.02.1951 |
| Sr. Hernán R. Yofre      | 01.03.1951 - 28.11.1951 |
| Sr. Abraham Musicante    | 29.11.1951 - 28.02.1952 |
| Sr. Juan Pagani          | 29.02.1952 - 07.01.1953 |
| Sr. M. Martín Federico   | 08.01.1953 - 21.12.1955 |
| Sr. Juan Pagani          | 22.12.1955 - 31.12.1957 |
| Sr. Carlos Bertilotti    | 01.01.1958 - 26.12.1959 |
| Sr. Manuel A. Felices    | 27.12.1959 - 20.12.1961 |
| Sr. Guillermo Napolitano | 21.12.1961 - 19.12.1962 |
| Dr. Carlos A. Sosa       | 20.12.1962 - 22.12.1965 |
| Sr. Manuel A. Felices    | 23.12.1965 - 19.06.1969 |
| Ing. Horacio Fuentes     | 20.06.1969 - 17.12.1969 |

| Presidente                   | Años                    |
| ---------------------------- | ----------------------- |
| Ing. Ramón A. Maders         | 18.12.1969 - 13.12.1971 |
| Sr. Antonio Capellino        | 14.12.1971 - 15.12.1975 |
| Comod. Ángel Gútiez          | 16.12.1975 - 26.02.1984 |
| Ing. Ramón A. Maders         | 01.03.1984 - 26.12.1986 |
| Dr. R. Vera Ocampo           | 27.02.1986 - 02.07.1986 |
| Comod. Ángel Gútiez          | 03.07.1986 - 31.05.1989 |
| Dr. Guillermo Napolitano (H) | 01.06.1989 - 03.07.1989 |
| Sr. Ramón Zeomborián         | 04.07.1989 - 24.06.1990 |
| Sr. Antonio Capellino        | 25.06.1990 - 05.07.1992 |
| Sr. Antonio Barrionuevo      | 06.07.1992 - 08.04.1996 |
| Sr. Santiago Cemino          | 09.04.1996 - 2000       |
| Dr. Diego Bobatto            | 2000 - 2008             |
| Sr. Juan Carlos Barrera      | 2008 - 2013             |
| Sr. Daniel Peralta           | 2013 - 2014             |
| Ing. Ricardo Morellato       | 2014 - 2016             |
| Sr. Gastón Defagot           | 2016 - 2019             |
| Sr. Roberto Castoldi         | 2019 - 2021             |
| Sr. Juan Manuel Cavagliatto  | 2021 - Actualidad       |

## Uniforme
El uniforme titular, a rayas verticales rojas y blancas, toma los colores y el diseño como un homenaje de los socios fundadores de Instituto al que fuera el equipo del fútbol argentino más destacado de la primera década del siglo XX.
El Sr. Guillermo Dundas quien entonces era jefe de dicha sección, tuvo gran influencia en la creación de la nueva entidad y por ende en la Asamblea Constitutiva. Él había sido Presidente de un club denominado Instituto Junín y simpatizante del glorioso Alumni, de allí entonces que a su sugerencia la Asamblea decidió que la camiseta de los jugadores sería a rayas verticales rojas y blancas y pantalón blanco, y que los Dirigentes debían llevar un saco distintivo de los mismos colores que los jugadores con pantalón y zapatos blancos.
La que si varió fue la suplente usando cinco colores como alternativa al rojo y blanco: Negro, amarillo, blanco, azul, violeta o gris.
- Uniforme titular: Camiseta a rayas verticales rojas y blancas, pantalón rojo, medias blancas.
- Uniforme suplente: Camiseta negra con rayas verticales grises, pantalón negro, medias negras.
- Uniforme alternativo: Camiseta blanca con mangas rojas, pantalón blanco, medias blancas.

| Titular | Alternativo |  |

### Evolución

#### Titular
| 1918-80 | 1981-82 | 1983-86 | 1986-90 | 1990-91 | 1991-93 | 1993-94 | 1994-95 | 1995-96 | 1996 |

| 1996 | 1996-97 | 1997 | 1997-98 | 1998-99 | 2000-01 | 2001-02 | 2002-04 | 2004 | 2004-06 |

| 2006-07 | 2007-08 | 2008-09 | 2009 | 2010 | 2011-12 | 2012 | 2012-13 | 2013-14 | 2014-15 |

| 2015-16 | 2017 | 2017-18 | 2018-19 | 2019-20 | 2020-21 | 2022 | 2023 | 2024 | 2025 |

#### Suplente
| 1939 | 1972 | 1975 | 1979 | 1980 | 1981 | 1982-84 | 1985-86 | 1986-87 | 1987-89 |

| 1989-91 | 1991-92 | 1992-93 | 1993-94 | 1994-95 | 1995-96 | 1996 | 1996-97 | 1997-98 | 1998-99 |

| 1999-00 | 2000-01 | 2001-02 | 2002-03 | 2003-04 | 2004-06 | 2006-07 | 2007-08 | 2008-09 | 2009 |

| 2010 | 2011-12 | 2012-13 | 2013-14 | 2014-15 | 2015-16 | 2016-17 | 2017-18 | 2018-19 | 2019-20 |

| 2020-21 | 2022 | 2023 | 2024 | 2025 |

#### Alternativa
| 1981 | 1984-85 | 1990-91 | 1992 | 1993 | 1995-96 | 1998-99 | 1999-00 | 2001-02 | 2005-06 |

| 2006 | 2006-07 | 2007-08 | 2008-09 | 2009 | 2010 | 2011-12 | 2012-13 | 2013-14 | 2014-15 |

| 2015-16 | 2016-17 | 2017-18 | 2020-21 | 2022 | 2023 | 2024 |

### Patrocinadores e indumentaria
| Período       | Logo | Proveedor     |
| ------------- | ---- | ------------- |
| 1979-1980     |      | Sportlandia   |
| 1981-1993     |      | Adidas        |
| 1993-1996     |      | Topper        |
| 1996-1997     |      | Umbro         |
| 1997-1998     |      | Sport 2000    |
| 1998-2001     |      | Diadora       |
| 2001-2002     |      | Reusch        |
| 2002-2004     |      | DRB Dribbling |
| 2004-2006     |      | Umbro         |
| 2006-2009     |      | Athix         |
| 2010-2018     |      | KDY           |
| 2018-2020     |      | Kelme         |
| 2020-2023     |      | Sport Lyon    |
| 2024-presente |      | Givova        |

| Período       | Patrocinador                         |
| ------------- | ------------------------------------ |
| 1984-1986     | Il Gatto                             |
| 1986-1988     | Calzado Porcel                       |
| 1988-1990     | El Delfín                            |
| 1990-1991     | Inca Seguros                         |
| 1991-1992     | Mutual Cóndor                        |
| 1992-1993     | Inca Seguros                         |
| 1993-1994     | Carta Credencial                     |
| 1994-1996     | Intercable                           |
| 1998          | Esco                                 |
| 1998-1999     | Diadora                              |
| 1999          | Lotería de Córdoba                   |
| 2000-2002     | Banco Julio                          |
| 2002          | Viva Córdoba                         |
| 2003          | Colorín                              |
| 2003-2006     | Colorín Banco de Córdoba             |
| 2007-2008     | Banco de Córdoba                     |
| 2008-2012     | Motocicletas Brava Banco de Córdoba  |
| 2013          | Electroingeniería Banco de Córdoba   |
| 2013-2015     | Corblock Banco de Córdoba            |
| 2015          | Banco de Córdoba                     |
| 2016          | Atia Construcciones Banco de Córdoba |
| 2016-2017     | Motocicletas Brava Banco de Córdoba  |
| 2018-2021     | Autocrédito Banco de Córdoba         |
| 2021-2022     | Tecnored Banco de Córdoba            |
| 2023          | Tecnored                             |
| 2023-presente | Banco Macro                          |

## Datos del club
Período 1981 en adelante (AFA):
Temporadas en 1ª: 18
- Campeonato Nacional de Fútbol (Argentina): 3 previos a su incorporación a los campeonatos regulares (1973, 1979, 1980)
- Período 1981 en adelante (AFA): Primera División Argentina: 15 (1981 - 1989/90, 1999/00, 2004/05 - 2005/06, 2023/2025)
- Ubicación en la tabla histórica de primera división: 27°

Temporadas en 2ª: 33
- Primera B Nacional: 33 (1990/91 - 1998/99, 2000/01 - 2003/04, 2006/07 - 2022)
- Ubicación en la tabla histórica de Primera B Nacional: 1.º

 Máximas goleadas conseguidas:
- Primera División: 6:1 a Chaco For Ever (Resistencia) (Primera división 1979)
- Segunda División: 7:0 a Club Villa Mitre (B Nacional 2001)

Máximas goleadas recibidas:
- Primera División: 1:6 vs River Plate (Primera división 1988)
- Segunda División: 1:7 vs Godoy Cruz (Mendoza) (B Nacional 1995)

Mejor puesto en la liga:
- Primera División: 8.º (1986/87)
- Segunda División: 1.º (1998/99, 2003/04)

Peor puesto en la liga:
- Primera División: 20.º (1988/89, 1989/90, Ap. 2005)
- Segunda División: 22.º (Nacional B 2016)

Mayor cantidad de encuentros invicto:
- Primera División: 12 (1986/87)
- Segunda División: 19 (2011/12)

Mayor cantidad de encuentros disputados:
- Enrique Nieto (271)

Mayor cantidad de goles convertidos:
- Oscar Dertycia (93)

Mayor cantidad de encuentros dirigidos:
- Carlos Montes  (141)

### Goleadores de la Primera División argentina
- Raúl de La Cruz Chaparro: 20 goles (Metropolitano 1982)[17]

### Goleadores de la Primera B Nacional (Segunda División)
- Daniel Jiménez: 23 goles (2000/01)[18]
- Nicolás Mazzola: 9 goles (Campeonato de Primera B Nacional 2014)
- Pablo Vegetti: 15 goles (Campeonato de Primera B Nacional 2018-19)

### Máximos goleadores
Estos son los jugadores con más goles (en torneos de AFA):
| Jugador         | Goles | Partidos | Prom. | Período                         |
| --------------- | ----- | -------- | ----- | ------------------------------- |
| Oscar Dertycia  | 93    | 221      | 0,42  | 1982-1988; 1996-1997            |
| Daniel Jiménez  | 89    | 174      | 0,51  | 1998-2000; 2004-2005; 2006-2008 |
| Claudio Sarría  | 72    | 219      | 0,36  | 1994-2000; 2001                 |
| Fernando Oliva  | 53    | 181      | 0,29  | 1990-1996; 2003                 |
| Diego Klimowicz | 45    | 95       | 0,47  | 1993-1996; 2011                 |

#### Jugadores con más partidos
Estos son los jugadores con más partidos jugados (en torneos de AFA):
| Jugador            | Partidos | Período              |
| ------------------ | -------- | -------------------- |
| Enrique Nieto      | 271      | 1980-1981; 1984-1990 |
| Ramón Benítez      | 243      | 1983-1988; 1997      |
| Osvaldo M. Márquez | 222      | 1982-1989            |
| Oscar Dertycia     | 221      | 1982-1988; 1999-2000 |
| Claudio Sarría     | 219      | 1994-2000; 2001      |

## Jugadores
A lo largo de sus más de 107 años de historia, cientos y cientos de futbolistas jugaron, debutaron e hicieron historia en el club y en el Fútbol argentino. Enrique Nieto, con 271 encuentros es el que más veces lució la camiseta albirroja. A su vez, Oscar Dertycia con 93 goles es el máximo goleador de la historia del club en torneos de AFA.
De sus divisiones inferiores han surgido una gran cantidad de deportista que a luego serían parte de las Selecciones Argentinas como: Osvaldo Ardiles (Campeón Mundial Argentina 1978), Evaristo Barrera, Alberto Beltrán, Oscar Dertycia, Víctor Heredia, Hugo Curioni, José Luis Ceballos, Miguel Oviedo (Campeón Mundial Argentina 1978), Paulo Dybala (Campeón del mundo en Catar 2022), entre otros. Instituto es uno de los 11 clubes de fútbol del mundo en los cuales se desempeñó y tuvo su debut profesional Mario Alberto Kempes (Bota de Oro al Máximo Goleador del Mundial Argentina 1978, Botín de Oro al mejor jugador del Mundial y Campeón Mundial Argentina 1978). Otros famosos futbolistas que tuvieron un paso por el club, Armando Dely Valdés que participó en la Selección panameña de fútbol y Ramiro Castillo que participó en la Selección boliviana de fútbol.

### Plantel 2025
- Los equipos argentinos están limitados a tener un cupo máximo de seis jugadores extranjeros, aunque solo cinco podrán firmar la planilla del partido

#### Mercado de pases 2025
| Altas verano    | Altas verano   | Altas verano        | Altas verano | Altas verano |
| Jugador         | Pos.           | Origen              | Tipo         | Coste        |
| --------------- | -------------- | ------------------- | ------------ | ------------ |
| Marcos Peano    | Guardameta     | Atlético de Rafaela | Libre        | -            |
| Víctor Cabrera  | Defensa        | Tigre               | Libre        | -            |
| Stefano Moreyra | Centrocampista | Colón               | Libre        | -            |
| Rodrigo Pérez   | Centrocampista | Defensor Sporting   | Préstamo     | -            |
| Guido Mainero   | Centrocampista | Vélez Sarsfield     | Libre        | -            |
| Ignacio Russo   | Delantero      | Rosario Central     | Préstamo     | -            |
| Silvio Romero   | Delantero      | Fortaleza           | Libre        | -            |
| Facundo Suárez  | Delantero      | América de Cali     | Libre        | -            |

| Bajas               | Bajas          | Bajas        | Bajas    | Bajas |
| Jugador             | Pos.           | Destino      | Tipo     | Coste |
| ------------------- | -------------- | ------------ | -------- | ----- |
| Nicolás Dubersarsky | Centrocampista | Austin FC    | Traspaso | -     |
| Gregorio Rodríguez  | Extremo        | FBC Melgar   | Traspaso | -     |
| Brahian Cuello      | Centrocampista | Delfín SC    | Libre    | -     |
| Jonathan Bay        | Defensa        | CA Platense  | Libre    | -     |
| Roberto Bochi       | Centrocampista | CA Aldosivi  | Libre    | -     |
| Giuliano Cerato     | Defensa        | CA Aldosivi  | Préstamo | -     |
| Matías Romero       | Centrocampista | Agente libre | Libre    | -     |

### Jugadores destacados

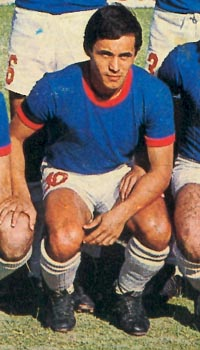
Raúl de La Cruz Chaparro.

| - José M. Lizondo - Pedro Saldaño - Eduardo "Mamadera" Anelli - Evaristo Barrera - A. Carasai - Juan Carlos Pedano - Salvador Mastrosimone - José Luis Saldaño - Ricardo Cherini - Mario Alberto Kempes - Osvaldo Ardiles - Alberto Beltrán | - Hugo Curioni - Raúl de La Cruz Chaparro - Enrique Nieto - Jorge Perriot - Ernesto Corti - Mario Acuña - Fernando Nicolás Oliva - Claudio Sarría - Oscar Dertycia - Diego Klimowicz - Daniel Ángel Jiménez - Santiago Raymonda | - Renato Riggio - Adrián Peralta - Hernán Boyero - Julio Chiarini - Julio G Castillo - Silvio Romero - Paulo Dybala - Raúl Damiani - Ramón Ábila - Jorge Carranza - Iván Furios - Gustavo Gotti |

## Entrenadores

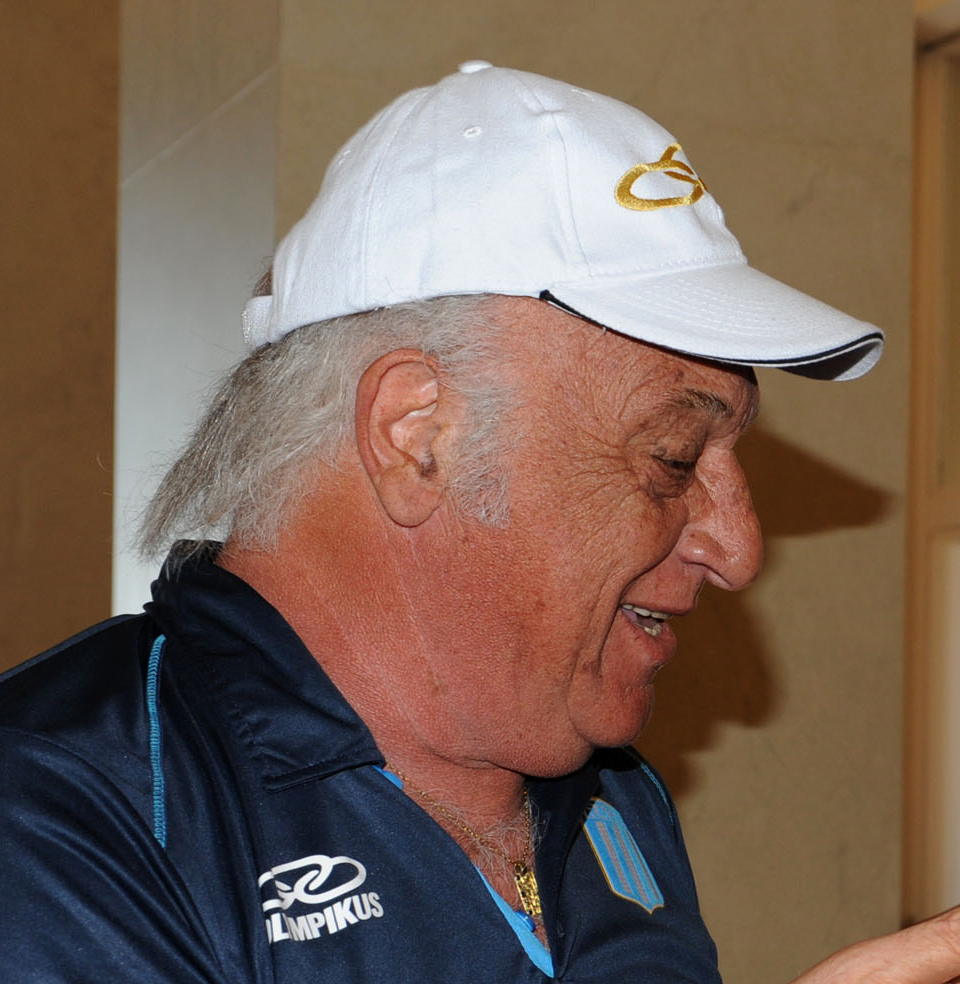
Alfio Basile llevó a Instituto a ser cuartofinalistas en dos oportunidades (en los nacionales 1979 y 1981).

Desde su fundación en el año 1918 hasta la actualidad, decenas han sido los entrenadores del Instituto de Córdoba que han estado al mando de los destinos futbolísticos de la institución.
El primer director técnico que tuvo el club en el profesionalismo de AFA fue Enrique García, quien dirigió al equipo en el año 1973.
Entre entrenadores destacados podemos mencionar a Ernesto Corti (obtuvo el ascenso a primera en la temporada 1998-1999) y a Héctor Rivoira (también obtuvo el ascenso en la temporada 2003-2004). Entre estadísticas encontramos a Jorge Ghiso como el técnico que más partidos dirigió en La Gloria, lo hizo en 113 oportunidades.
En lo que respecta a nacionalidades, los entrenadores de Instituto han sido en su gran mayoría argentinos, en tanto que con respecto a los entrenadores nacidos fuera del país se tiene registro de solo uno: Luis Garisto, de origen uruguayo.

### Equipo técnico 2025
- Entrenador: 
  -  Daniel Oldrá
- Ayudante de campo: 
  -  Nicolás Olmedo
  -  Nelson Ibáñez
  -  Guillermo Franco
  -  Alexander Oldrá
- Preparadores físicos: 
  -  César Garro
  -  Nicolás Longo
- Entrenador de arquero: 
  -  Rodrigo Cervetti
- Doctores:
  -  José Ortiz
  -  Marcelo Toconas
  -  Victoria Ocampo
- Nutricionistas:
  -  Sonia Polidori
  -  Meliza Mazzarini
- Kinesiólogos:
  -  Augusto Bonabello
  -  Mauro Zuares
- Utileros:

### Cronología de técnicos en torneos de AFA
- 1973: Enrique García
- 1979: Alfio Basile
- 1980: Vicente Cayetano Rodríguez
- 1981: Alfio Basile
- 1982: Sebastián Viberti
- 1983-84: Oscar Cadars
- 1985-87: Carlos Montes
- 1988: Mario Zanabria
- 1988-89: Pedro Marchetta
- 1989: Andrés Rebottaro
- 1989: Jorge Dominichi
- 1990: René Arregui
- 1990-91: Raúl Arraigada
- 1991-92: Salvador Ragusa
- 1992: Juan Carlos Montes
- 1993: Raúl Arraigada
- 1993-94: Jorge Ginarte
- 1995: Carlos Biasutto
- 1995-96: Jorge Ghiso
- 1996: Horacio Bongiovanni
- 1997: Ramón Adorno
- 1997: Ángel Celoria
- 1997-98: Juan José López
- 1999-00: Ernesto Corti
- 2000: Juan José López
- 2000-01: Gerardo Martino
- 2001-02: Ernesto Corti
- 2002: Carlos Compagnucci y Juan Amador Sánchez
- 2002-04: Héctor Rivoira
- 2004: Ricardo Rezza
- 2005: Luis Garisto
- 2005: Fernando Quiroz
- 2005: Jorge Theiler
- 2005: Ramón Álvarez (INT)
- 2006: Cuffaro Russo
- 2006: Ramón Álvarez y Sergio González (INT)
- 2006: Fernando Quiroz
- 2006-2007: Eduardo Anzarda
- 2007: Héctor Rivoira
- 2007-09: Jorge Ghiso
- 2009-10: Marcelo Bonetto
- 2010-11: Claudio Vivas
- 2011: Ramón Álvarez y Alberto Beltrán (INT)
- 2011-2012: Darío Franco
- 2012: Leonardo Nadaya (INT)
- 2012-2013: Frank Darío Kudelka
- 2013-2014: Elvio Agüero (INT)
- 2014: Daniel Jiménez-Oscar Dertycia
- 2014-2015: Carlos Mazzola
- 2015: Claudio De María y Marcelo Arce (INT)
- 2015-2016: Héctor Rivoira
- 2016-2017: Iván Delfino
- 2017: Claudio De María (INT)
- 2017: Gabriel Gómez
- 2017-2018: Darío Franco
- 2018: César Zabala
- 2019: Diego Cagna
- 2019-2020: César Zabala
- 2020: Fernando Quiroz
- 2021: Mauricio Caranta
- 2021: Sergio Marcelo Vázquez
- 2021: Claudio Sarría y Daniel Jiménez (INT)
- 2022: Lucas Bovaglio
- 2023-2024: Diego Dabove
- 2024: Daniel Jiménez y Bruno Martelotto (INT)
- 2024-2025: Pedro Troglio
- 2025: Daniel Jiménez y Bruno Martelotto (INT)
- 2025-: Daniel Oldrá

(INT): Directores Técnicos interinos. 

## Palmarés
| Torneos Nacionales                              | Torneos Nacionales                                    | Torneos Nacionales |
| Competición                                     | Títulos                                               | Subcampeonatos     |
| ----------------------------------------------- | ----------------------------------------------------- | ------------------ |
| Segunda División (2/1)                          | 1998-99, 2003-04.                                     | 2022.              |
| Torneos Regionales                              |                                                       |                    |
| Competición                                     | Títulos                                               | Subcampeonatos     |
| Primera División Liga Cordobesa de fútbol (9/0) | 1925, 1926, 1927, 1928, 1961, 1966, 1972, 1990. 2017. |                    |
| Segunda División Liga Cordobesa de fútbol (4/0) | 1919, 1920, 1941, 1946.                               |                    |

### Otros torneos locales
- Campeonato Preparación LCF (4): 1925, 1948, 1956, 1957.
- Campeonato Sidral (1): 1929.
- Torneo Iniciación (2): 1961, 1966.
- Torneo Clausura (3): 1961, 1963, 1980.
- Campeonato Selectivo (1): 1969.
- Campeonato Zonal (2): 1972, 1973.

### Torneos amistosos
- Neder-Nicola (6): 1961, 1963, 1972, 1987, 1988, 1999.
- Copa Municipalidad de Córdoba (1): 2008.
- Copa Juventud "Franco Giustetti" (1): 2009.
- Copa Córdoba (1): 2009.
- Copa Aniversario Liga Cordobesa (1): 2010.
- Copa Mario Alberto Kempes (1): 2012.
- Copa Clásico por la Paz (1): 2016.
- Copa Provincia de Cordoba (1): 2019.
- Copa Internacional Ondino Viera (1): 2022.

## Otros deportes

### Básquet

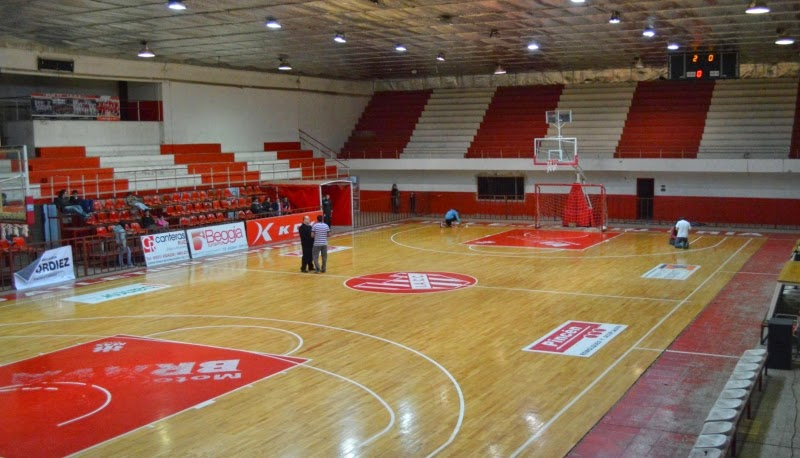
Estadio Ángel Sandrin.

Instituto es de los grandes animadores del básquet de Córdoba. Ha conseguido varios títulos locales y participó en los dos primeros campeonatos de la Liga Nacional de Básquet en la década de 1980. En 2015, regresó a la máxima categoría tras coronarse campeón del Torneo Nacional, derrotando a 9 de julio de Río Tercero.
En julio de 2012 por unanimidad en reunión de comisión directiva, se decidió aprobar la compra de la plaza del Torneo Nacional de Ascenso que fue ofrecida a Instituto para así nuevamente participar en torneos nacionales. Desde la subcomisión de básquet, se manejaba un presupuesto de dos millones seiscientos mil pesos para adquirir la plaza, armar el plantel profesional, reparar los vestuarios y mejorar las inferiores de la disciplina. Ello fue solventado con la búsqueda de patrocinadores más el trabajo de la subcomisión que comanda Pablo Garate y José Di Vincenzo.
El 8 de mayo de 2015 venció a Ferro Carril Oeste de Buenos Aires y obtuvo el ascenso a la Liga Nacional de Básquet, luego de 29 años de ausencia. En la final de segunda división, que se jugó en Córdoba y ante un estadio Ángel Sandrín colmado de hinchas albirrojos, superó a 9 de Julio de Río Tercero y logró conseguir el primer título en esta categoría tras ganarle en el quinto partido por 78 a 67. Scott fue el goleador del encuentro con 22 puntos.
- Campeón Torneo Nacional de Ascenso 2014-15
- Campeón Torneo Super 20 Liga Nacional de Básquet 2021
- Campeón Liga Nacional de Básquet 2021-22
- Campeón Supercopa de la LNB 2021-22
- Campeón Liga Sudamericana de Baloncesto

### Otras disciplinas
Además en la institución se practican disciplinas deportivas como ajedrez, artes marciales, atletismo, danza, esgrima, fútbol femenino, futsal (Masculino, femenino e inferiores), gimnasia, hockey sobre césped, natación, patinaje, pelota paleta, tenis, voleibol y waterpolo.